# Superantigen
Superantigen je antigen, ki lahko poliklonalno aktivira veliko frakcijo limfocitov T. To povzroči buren imunski odziv.
Primeri superantigenov:
- stafilokokni enterotoksin
- Toksin sindroma toksičnega šoka
- streptokokni pirogeni eksotoksin (A in B)